# Periferia del Epiro
La periferia del Epiro (en griego: Περιφέρεια Ηπείρου, romanizado: Periféreia Ipeírou) es una de las actuales trece periferias de Grecia, que comprende una región geográfica y tradicional del noroeste del país Limita al este con las actuales periferias de Macedonia Occidental y Tesalia; al sur, con la periferia de Grecia Occidental; al oeste, con el mar Jónico y la periferia de Islas Jónicas; y al norte, con Albania. Es parte de la región histórica más amplia de Epiro, que se solapaba con las actuales Albania y Grecia, pero que hoy se encuentra principalmente dentro de territorio griego. 
Su capital es la ciudad de Ioánina. La periferia tiene una superficie de 9203,22 km² y en 2021 contaba con 319 991 habitantes.  
Desde la reforma administrativa del plan Calícrates de 2011, la región es igualmente parte de la diócesis descentralizada de Epiro-Macedonia occidental.

## Organización administrativa

La división administrativa de la periferia del Epiro en municipios. En tonos de amarillo la unidad regional de Tesprotia, en rojo Ioánina, en azul Préveza y en verde Arta.

Epiro se divide en cuatro unidades periféricas (anteriormente prefecturas, nomoi), que se subdividen en municipios (dimoi). Las unidades periféricas, que han conservado los mismos límites de las prefecturas, son: Tesprotia, Ioánina, Arta y Préveza.
En enero de 2011, de acuerdo con la reforma introducida por el Plan Calícrates, se suprimieron las prefecturas, que fueron reemplazadas por las unidades periféricas. Los 76 antiguos municipios y comunidades se reestructuraron para formar solo 18 nuevos municipios.
Desde el 1 de enero de 2011, el gobernador de la periferia es Alexandros Kachrimanis, que fue elegido en las elecciones local de noviembre de 2010 por los partidos Nueva Democracia y Concentración Popular Ortodoxa.

## Historia
A pesar de varias revueltas (1854, 1878), la turcocracia en Epiro terminó el 21 de febrero de 1913 con la toma de la ciudad de Ioánina y la anexión de la región por Grecia.
La región ha sufrido, particularmente por la guerra civil entre monárquicos y comunistas que se prolongó hasta 1949.

## Geografía

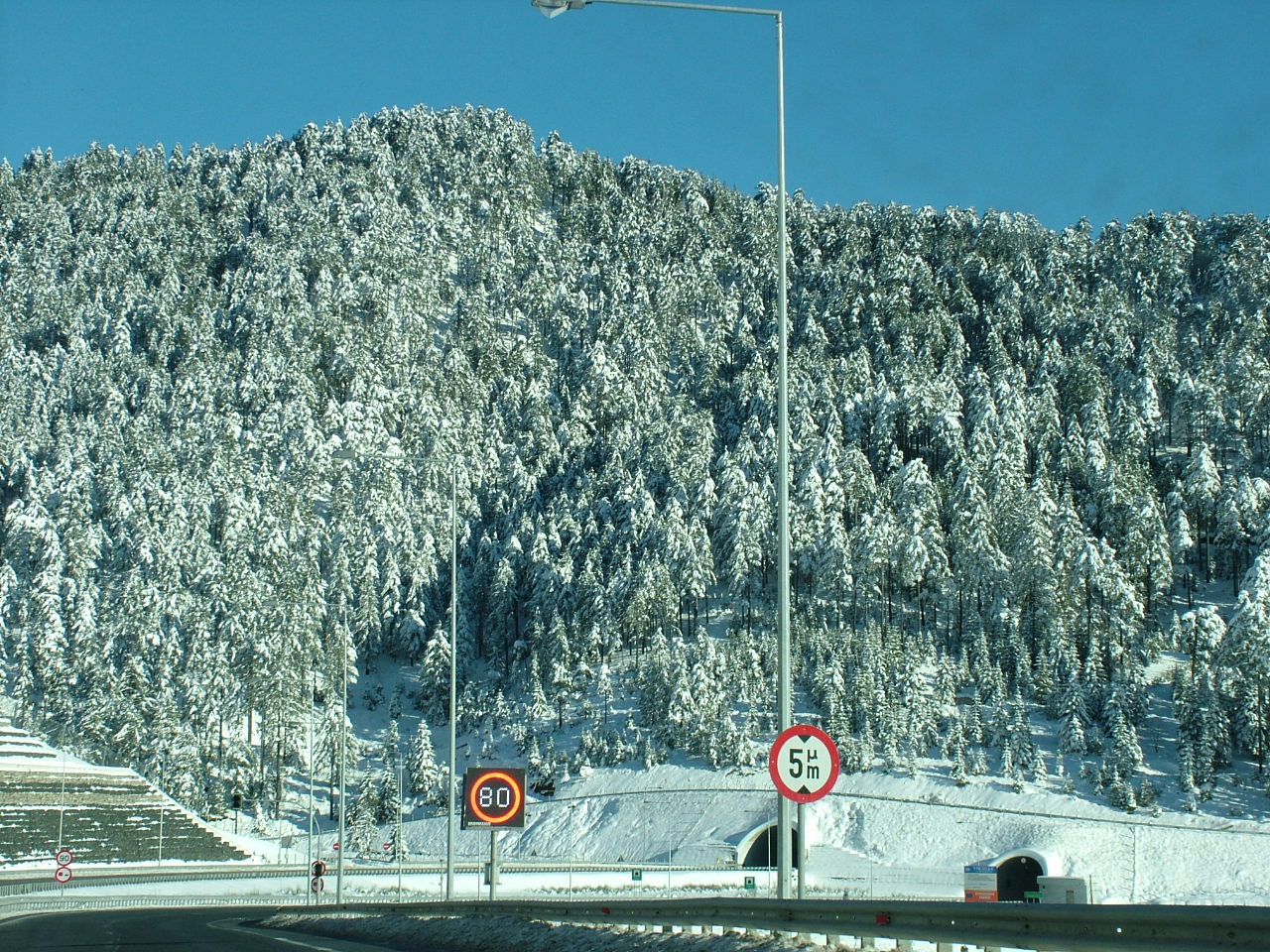
Bosque en el monte Pindo, en Epiro.

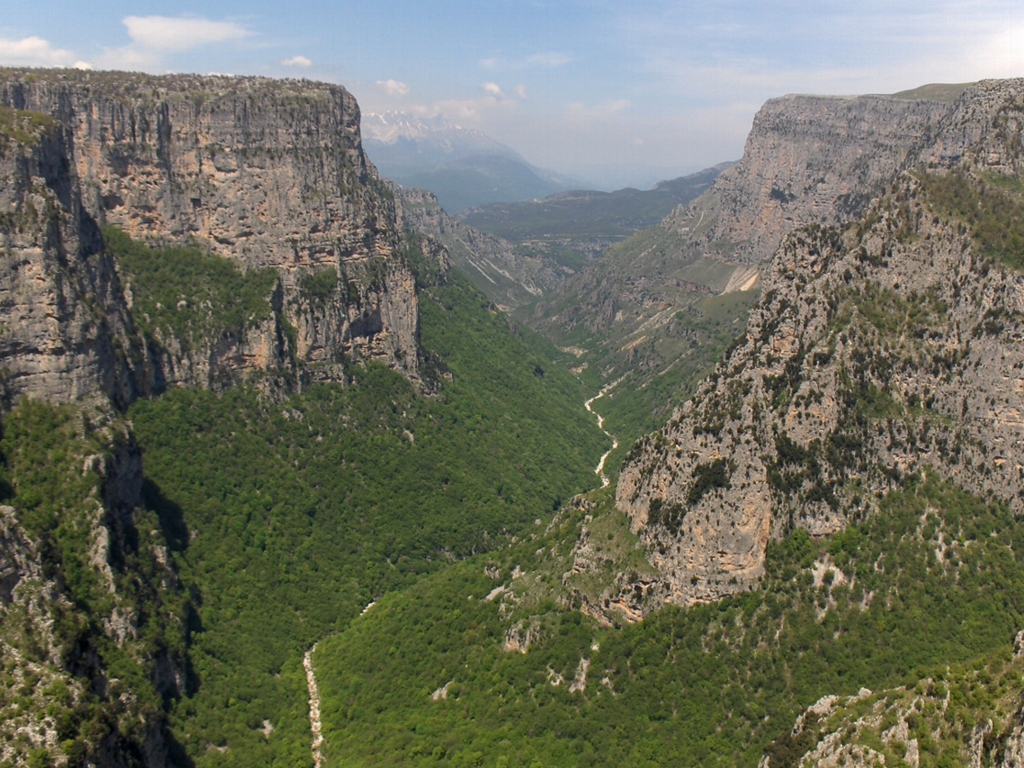
El barranco Vikos

La periferia del Epiro o Épiro griego, como toda la región en su conjunto, es abrupta y montañosa. Comprende la tierra de los antiguos molosos y tesprotos y una pequeña parte de la tierra de los caones, cuya mayor parte hoy pertenece al sur de Albania. Se compone en gran parte de las montañas Pindo que forman la espina dorsal de la parte continental de Grecia y separan el Epiro de las regiones tradicionales de Macedonia y Tesalia; su punto más alto es el monte Smolikas (2646 m s. n. m.). La mayor parte del Epiro se encuentra en el lado de barlovento de las Pindo y los vientos procedentes del mar Jónico hacen que la región sea más lluviosa que cualquier otra parte de Grecia.
La región es poco fértil y tiene muchos lagos sin emisarios (conocido como endorreísmo), como el de Ioánina, una de las principales ciudades. La llanura costera es fértil. El relieve y el clima nevado aíslan a veces esta parte de Grecia en invierno. Epiro es conocida por la belleza de su paisaje: los acantilados de piedra caliza de Tymphée, las gargantas profundas de Vikos, los extensos bosques de roble y coníferas que acompañan la ruta de Ioánina a Metsovo, un valle húmedo donde se sitúa el santuario de Zeus dodoneano.
Los parques nacionales del Vikos-Aoos y de Pindo están situados en la unidad periférica de Ioánina. Ambas áreas tienen imponentes paisajes de deslumbrante belleza, así como una amplia variedad de fauna y flora. El clima del Epiro es principalmente alpino. La vegetación se compone principalmente de especies de coníferas. La vida animal es especialmente rica en esta área e incluye, entre otras especies, osos, lobos, zorros, ciervos y linces.

### Ciudades

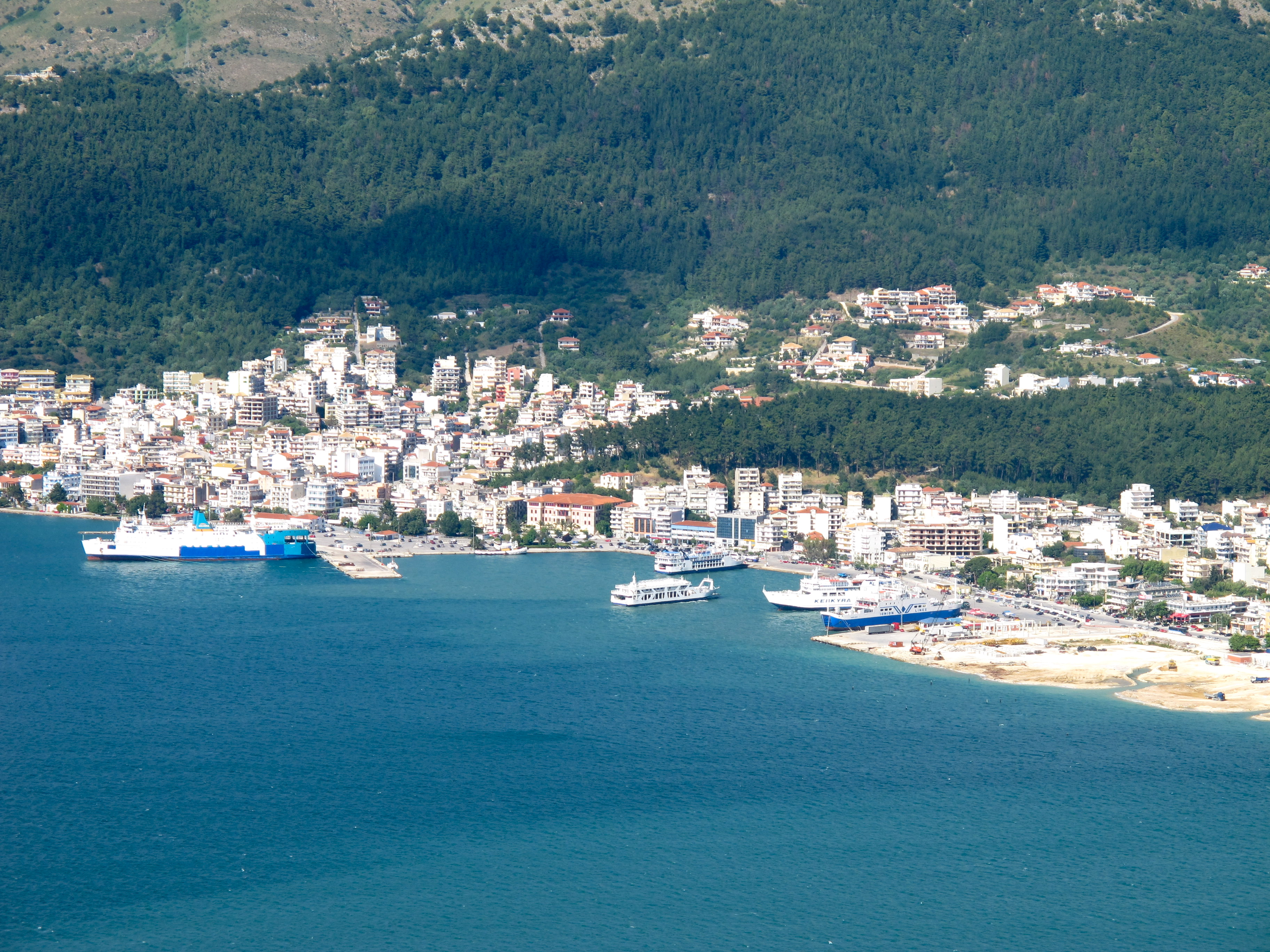
Vista de Igoumenitsa

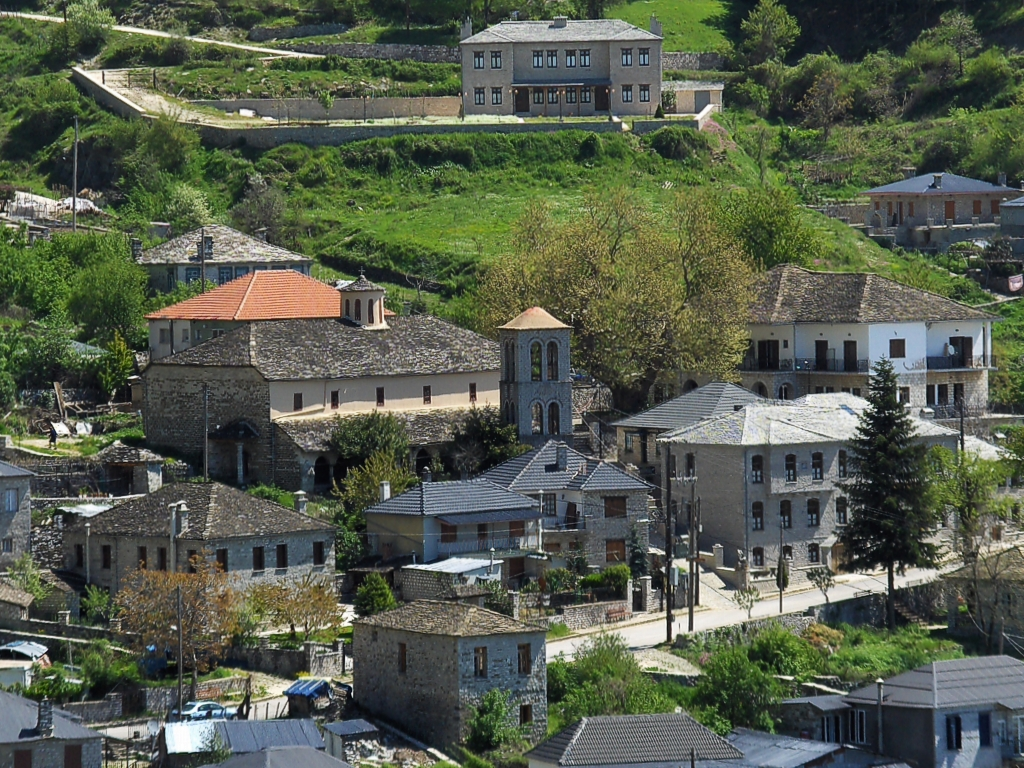
Villa de Skamneli (Zagori), ejemplo de arquitectura epirótica.

Las localidades más pobladas de la periferia del Epiro son:
- Arta
- Igoumenitsa
- Ioánina
- Konitsa
- Metsovo
- Paramythia
- Parga
- Préveza
- Syvota

## Economía
Epiro tiene pocos recursos y su terreno accidentado hace difícil la agricultura. Las ovejas y el pastoreo de cabras siempre han sido actividades importantes en la región (Epiro proporciona más del 45 % de la carne en el mercado griego), pero parece que ha registrado una disminución en los últimos años. El tabaco se cultiva en toda Ioánina, y también hay algo de agricultura y pesca, pero la mayoría de los alimentos de la zona se tienen que importar de regiones más fértiles de Grecia. En Epiro se encuentra una serie de famosas marcas de productos lácteos del país, que producen queso feta entre otros. Otro sector importante en la economía local es el turismo, especialmente el natural. La excepcional belleza natural de la zona, así como sus pintorescos pueblos y su estilo de vida tradicional, han hecho del Epiro una importante atracción turística.

## Demografía
Cerca de 350 000 personas viven en Epiro. De acuerdo con el censo de 2001, tiene la población más baja de las 13 periferias de Grecia. Ello se debe en parte al impacto de las repetidas guerras en el siglo XX, así como a la emigración en masa debido a las condiciones económicas adversas. 
La capital y ciudad más grande de la región es Ioánina, donde vive casi un tercio de la población. La gran mayoría de la población son griegos, incluyendo aromunes. También existe un pequeño número de arbanitas en varios asentamientos de las unidades periféricas de Tesprotia, Préveza (Tesprotiko) y Ioannina, que se autoidentifican como griegos, al igual que las comunidades arbanitas del sur de Grecia.
La delimitación de la frontera entre Grecia y Albania en 1913 dejó algunas aldeas de población albanesa en el lado griego de la frontera, así como aldeas y ciudades griegas en Epiro Septentrional, ahora en la actual Albania. En el pasado, la región costera de Tesprotia fue también la patria de una minoría albanesa, cuyo número no excedía de 25 000 en 1940 (albaneses caonios), junto con los griegos locales. Después de la guerra, el censo griego de 1951 contabilizó un total de 127 musulmanes albaneses caonios en Epiro, mientras que en 1986 se contaron 44 en Tesprotia.

## Municipios
En la tabla que sigue se recogen los 18 municipios, ordenados de norte a sur.
| Nombre en español    | Nombre griego (Nombre oficial)                   | Área (km²) | Población (2011) | Densidad (hab/km²) | Capital       | Unidades municipales                                                | Unidad periférica |
| -------------------- | ------------------------------------------------ | ---------- | ---------------- | ------------------ | ------------- | ------------------------------------------------------------------- | ----------------- |
| Konitsa              | Κόνιτσα (Δήμος Κόνιτσας)                         | 949,85     | 6362             | 6,70               | Konitsa       | Aetomilitsa Distrato Fourka Konitsa Mastorocoria                    | Ioánina           |
| Pogoni               | Πωγώνι (Δήμος Πωγωνίου)                          | 702,54     | 8960             | 12,75              | Kalpaki       | Ano Kalamas Ano Pogoni Delvinaki Kalpaki Lavdani Pogoniani          | Ioánina           |
| Zagori               | Ζαγόρι (Δήμος Ζαγόρι)                            | 995,3      | 3724             | 6                  | Asprangeli    | Zagori Central Zagori Este Papigko Tymfi Vovousa                    | Ioánina           |
| Metsovo              | Μέτσοβο (Δήμος Μετσόβου)                         | 366,82     | 6196             | 16,89              | Metsovo       | Egnatia Metsovo Milia                                               | Ioánina           |
| Zitsa                | Ζίτσα (Δήμος Ζίτσας)                             | 566,28     | 14 766           | 26,08              | Eleousa       | Ekali Evrymenes Molossi Pasaronas Zitsa                             | Ioánina           |
| Ioánina              | Ιωάννινα (Δήμος Ιωαννιτών)                       | 401,98     | 112 486          | 279,83             | Ioánina       | Anatoli Bizáni Ioánina Isla de Ioánina Pamvotida Perama             | Ioánina           |
| Dodoni               | Δωδώνη (Δήμος Δωδώνης)                           | 662,99     | 9693             | 14,62              | Agia Kyriaki  | Agios Dimitrios Dodoni Selles Lakka Suliu                           | Ioánina           |
| Tzoumerka Norte      | Βορεία Τζουμέρκα (Δήμος Βορείων Τζουμέρκων)      | 361,47     | 5714             | 15,80              | Pramanta      | Kalarites Katsanocoria Matsouki Pramanda Sirako Tzoumerka Vathypedo | Ioánina           |
| Tzoumerka Central    | Κεντρικά Τζουμέρκα (Δήμος Κεντρικών Τζουμέρκων)  | 515,86     | 6178             | 11,98              | Vourgareli    | Agnanda Athamania Melissourgi Theodoriana                           | Arta              |
| Arta                 | Άρτα (Δήμος Αρταίων)                             | 436,76     | 43 166           | 98,83 \|           | Arta          | Amvrakikos Arta Filotei Vlajerna Xirovouni                          | Arta              |
| Nicolás Skufas       | Νικόλαος Σκουφάς (Δήμος Νικολάου Σκουφά)         | 225,94     | 12 753           | 56,44              | Peta          | Arachthos Komméno Komboti Peta                                      | Arta              |
| Georgios Karaiskakis | Γεώργιος Καραϊσκάκης (Δήμος Γεωργίου Καραϊσκάκη) | 466,72     | 5780             | 12,38              | Ano Kalentini | Georgios Karaiskakis Iraklia Tetrafylia                             | Arta              |
| Parga                | Πάργα (Δήμος Πάργας)                             | 276,46     | 11 866           | 42,92              | Kanallaki     | Fanari Parga                                                        | Préveza           |
| Ziros                | Ζηρός (Δήμος Ζηρού)                              | 386,15     | 13 892           | 35,98              | Filippiada    | Anogio Filippiada Kranea Thesprotiko                                | Préveza           |
| Préveza              | Πωγώνι (Δήμος Πωγωνίου)                          | 381,64     | 31 733           | 83,15              | Préveza       | Louros Préveza Zalongo                                              | Préveza           |
| Filiates             | Φιλιάτες (Δήμος Φιλιατών)                        | 590,61     | 7710             | 13,05              | Filiates      | Filiates Sagiada                                                    | Tesprótida        |
| Souli                | Σούλι (Δήμος Σουλίου)                            | 501,85     | 10 063           | 20,05              | Paramythia    | Ajerondas Paramythia Souli                                          | Tesprótida        |
| Igoumenitsa          | Ηγουμενίτσα (Δήμος Ηγουμενίτσας)                 | 426,59     | 25 814           | 60,51              | Igoumenitsa   | Igumenitsa Margariti Parapotamos Perdika Syvota                     | Tesprótida        |